# Cymatura brittoni
Cymatura brittoni es una especie de escarabajo longicornio del género Cymatura, tribu Xylorhizini, subfamilia Lamiinae. Fue descrita científicamente por Franz en 1954.

## Descripción
Mide 26-35 milímetros de longitud.

## Distribución
Se distribuye por Malaui y Tanzania.